# Голова парламенту
Голова́ парла́менту — посадовець, що очолює парламент (народні збори, сейм, раду тощо). У різних країнах називається по-різному: голова (голова Верховної Ради України), президент (президент Європейського парламенту), спікер (в англомовних країнах), маршал, ландмаршал (в німецькомовних країнах) тощо.

## Англомовні країни
Спі́кер (англ. Speaker, буквально — оратор, промовець, речник) — у англомовних країнах голова законодавчих зборів, політичного органу, парламенту. Вперше посада спікера парламенту була введена в 1377 році в Палаті громад, першим спікером був Томас Хангерфорд (Thomas Hungerford). Основні функції спікера парламенту — організація засідань Парламенту, дотримання регламенту. В ряді країн у випадку утворення вакансії поста президента тимчасово виконує обов'язки президента саме спікер Парламенту. У США спікер Конгресу є третьою за політичним рангом особою в державі. В разі критичної або кризової ситуації він може виконувати обов'язки голови держави (президента) в разі відмови або неможливості двох перших осіб — президента та віце-президента. У Польщі й Литві відповідав маршалкам, у німецькомовних країнах — ландмаршалу.

## Німецькомовні країни
Ландмарша́л (нім. Landmarschall, «крайовий маршалок»), або ма́ршалок ландта́гу (нім. Landtagsmarschall) — голова парламенту (ландтагу) у деяких німецькомовних країнах: Австрії, Пруссії, Курляндії, Померанії, Саксонії, Сілезії, Шлезвігу-Гольштейні, Тіролі. Обирався із числа депутатів парламенту і затверджувався правителем країни. Вперше згадується у  Лівонії під 1338 роком і Австрії під 1358 роком. У Польщі й Литві відповідав маршалкам, у Британії — спікеру. Цю посаду не слід плутати із тевтонськими маршалами.